# Джаффар, Сайед
Сайед Мохаммад Джаффар Шах (англ. Sayed Mohammad Jaffar Shah; 1911, Шергарх, Британская Индия — 21 марта 1937, Лахор, Британская Индия) — индийский хоккеист на траве, нападающий. Двукратный олимпийский чемпион 1932 и 1936 годов.

## Биография
Сайед Джаффар родился в 1911 году в городе Шергарх в Британской Индии (сейчас в Пакистане).
Учился в колледже Эйтчисон и правительственном колледже в Лахоре.
Играл в хоккей на траве за Пенджаб.
В 1932 году вошёл в состав сборной Индии по хоккею на траве на летних Олимпийских играх в Лос-Анджелесе и завоевал золотую медаль. Играл на позиции нападающего, провёл 2 матча, мячей не забивал.
В 1936 году вошёл в состав сборной Индии по хоккею на траве на летних Олимпийских играх в Берлине и завоевал золотую медаль. Играл на позиции нападающего, провёл 5 матчей, забил 3 мяча (два в ворота сборной США, один — Германии).
Погиб 21 марта 1937 года в Лахоре (сейчас в Пакистане) в результате инцидента на охоте в заливе реки Рави. В поисках подстреленной утки он запутался в водорослях и утонул.

## Память
В 1939 году в колледже Эйтчисон открылся хоккейный павильон в память о Джаффаре.
Институт образования Али в Лахоре ежегодно проводит хоккейный турнир памяти Джаффара.